# 梅家乡 (开江县)
梅家乡，是中华人民共和国四川省达州市开江县下辖的一个乡镇级行政单位。

## 行政区划
梅家乡下辖以下地区：
梅家社区、梅家坝村、小方城村、老山村、茅坪寺村、大堰塘村、小溪沟村、交易山村、马黄沟村和云龙桥村。